# Argiésans
Argiésans is een gemeente in het Franse departement Territoire de Belfort (regio Bourgogne-Franche-Comté) en telt 381 inwoners (1999). De plaats maakt deel uit van het arrondissement Belfort.

## Geografie
De oppervlakte van Argiésans bedraagt 2,7 km², de bevolkingsdichtheid is 141,1 inwoners per km².
De onderstaande kaart toont de ligging van Argiésans met de belangrijkste infrastructuur en aangrenzende gemeenten.

## Demografie
Onderstaande figuur toont het verloop van het inwonertal (bron: INSEE-tellingen).